# 1302 Werra
Werra (asteróide 1302) é um asteróide da cintura principal, a 2,5745511 UA. Possui uma excentricidade de 0,1732987 e um período orbital de 2 007,33 dias (5,5 anos).
Werra tem uma velocidade orbital média de 16,87781772 km/s e uma inclinação de 2,5967º.
Esse asteróide foi descoberto em 28 de Setembro de 1924 por Karl Reinmuth.